# Division 1 (Bélgica) 1973-74
La Primera División de Bélgica 1973/74 fue la 71.ª temporada de la máxima competición futbolística en Bélgica.

## Tabla de posiciones
| Pos | Equipo                 | PJ | PG | PE | PP | GF | GC | Pts | DG  | Notas                                                |
| --- | ---------------------- | -- | -- | -- | -- | -- | -- | --- | --- | ---------------------------------------------------- |
| 1   | RSC Anderlechtois      | 30 | 17 | 7  | 6  | 72 | 38 | 41  | +34 | Clasificado a la Copa de Campeones de Europa 1974-75 |
| 2   | Royal Antwerp FC       | 30 | 15 | 9  | 6  | 48 | 33 | 39  | +15 | Clasificado a la Copa de la UEFA 1974-75             |
| 3   | R.W.D. Molenbeek       | 30 | 13 | 13 | 4  | 50 | 25 | 39  | +25 | Clasificado a la Copa de la UEFA 1974-75             |
| 4   | Standard Liège         | 30 | 12 | 10 | 8  | 43 | 30 | 34  | +13 |                                                      |
| 5   | Club Brugge K.V.       | 30 | 13 | 6  | 11 | 61 | 43 | 32  | +18 |                                                      |
| 6   | RFC Liégeois           | 30 | 10 | 11 | 9  | 42 | 42 | 31  | 0   |                                                      |
| 7   | KV Mechelen            | 30 | 10 | 11 | 9  | 34 | 35 | 31  | -1  |                                                      |
| 8   | Cercle Brugge K.S.V.   | 30 | 8  | 11 | 11 | 46 | 48 | 27  | -2  |                                                      |
| 9   | KSV Waregem            | 30 | 8  | 11 | 11 | 38 | 49 | 27  | -11 | Clasificado a la Recopa de Europa 1974-75            |
| 10  | SK Beveren-Waas        | 30 | 7  | 13 | 10 | 24 | 30 | 27  | -6  |                                                      |
| 11  | Beringen FC            | 30 | 9  | 8  | 13 | 29 | 48 | 26  | -19 |                                                      |
| 12  | KFC Diest              | 30 | 8  | 10 | 12 | 44 | 51 | 26  | -7  |                                                      |
| 13  | K. Beerschot VAV       | 30 | 8  | 10 | 12 | 36 | 47 | 26  | -11 |                                                      |
| 14  | K Berchem Sport        | 30 | 7  | 12 | 11 | 33 | 45 | 26  | -12 |                                                      |
| 15  | Lierse S.K.            | 30 | 6  | 13 | 11 | 35 | 51 | 25  | -16 | Clasificado a los play-offs de ascenso/descenso      |
| 16  | K. Sint-Truidense V.V. | 30 | 6  | 11 | 13 | 30 | 50 | 23  | -20 | Clasificado a los play-offs de ascenso/descenso      |

PJ = Partidos jugados; PG = Partidos ganados; PE = Partidos empatados; PP = Partidos perdidos; GF = Goles a favor; GC = Goles en contra; Pts = Puntos; DG = Diferencia de goles

### Play-offs de ascenso/descenso
| Pos | Equipo                 | PJ | PG | PE | PP | GF | GC | Pts | DG  | Notas                                        |
| --- | ---------------------- | -- | -- | -- | -- | -- | -- | --- | --- | -------------------------------------------- |
| 1   | Lierse S.K.            | 6  | 3  | 3  | 0  | 11 | 3  | 9   | +8  | Jugará la próxima temporada en la Division I |
| 2   | KFC Winterslag         | 6  | 2  | 4  | 0  | 8  | 3  | 8   | +5  | Jugará la próxima temporada en la Division I |
| 3   | K. Sint-Truidense V.V. | 6  | 2  | 3  | 1  | 7  | 7  | 7   | 0   | Descenso a la Division II                    |
| 4   | KAS Eupen              | 6  | 0  | 0  | 6  | 3  | 16 | 0   | -13 |                                              |

PJ = Partidos jugados; PG = Partidos ganados; PE = Partidos empatados; PP = Partidos perdidos; GF = Goles a favor; GC = Goles en contra; Pts = Puntos; DG = Diferencia de goles